# سيتشيوفكا
سيتشيوفكا (بالروسية: Сычёвка) هي إحدى مدن روسيا في الكيان الفدرالي الروسي سمولينسك أوبلاست.